# Zrzeszenie Prawników Polskich
Zrzeszenie Prawników Polskich – ogólnopolskie stowarzyszenie prawników oraz osób wykonujących zawód prawniczy.
Stowarzyszenie jest bezpośrednim następcą stowarzyszenia Zrzeszenie Prawników Demokratów założonego w 1945. Zmiana nazwy na obecną nastąpiła w 1949. Siedzibą władz naczelnych jest Warszawa. Istnieje 18 oddziałów terenowych skupiających około 800 członków. Zrzeszenie jest organizacją pożytku publicznego. Było wydawcą czasopisma Prawo i Życie.

## Cele
Zgodnie ze statutem celem stowarzyszenia jest:
- obrona praw, godności i interesów jednostki,
- kontynuowanie i upowszechnianie humanistycznych polskich tradycji prawniczych,
- wyrażania poglądów stanowiska w kwestiach stanowienia prawa i praworządności,
- doskonalenie wiedzy prawniczej i kwalifikacji zawodowych członków zrzeszenia, oraz innych osób stosujących prawo,
- rozwijanie świadomości i kultury prawnej społeczeństwa,
- upowszechnianie i ochrona obowiązujących w państwie prawa zasad porządku i bezpieczeństwa publicznego, demokracji, ochrony wolności i praw człowieka oraz swobód obywatelskich, przeciwdziałanie patologiom społecznym,
- działanie na rzecz integracji europejskiej oraz rozwijanie kontaktów i współpracy między społeczeństwami,
- działalność wspomagająca szkoleniowo, informacyjnie i doradczo organizacje pozarządowe i inne przedmioty prowadzące działalność pożytku publicznego,
- organizowanie i prowadzenie działań w zakresie udzielania pomocy prawnej osobom ubogim i nieporadnym.

## Członkostwo
Członkowie stowarzyszenia dzielą się na zwyczajnych, wspierających i honorowych.
Członkiem zwyczajnym może zostać osoba, która:
- posiada obywatelstwo polskie
- ma wykształcenie prawnicze lub wykonuje zawód prawniczy
- korzysta z pełni praw obywatelskich
- uznaje cele stowarzyszenia

Członkiem zwyczajnym może być również student prawa.
Członkostwo honorowe nadaje się osobom, które w szczególny sposób zasłużyły się dla dobra i celów zrzeszenia (także nieposiadającym obywatelstwa polskiego).
Członkiem wspierającym może zostać osoba fizyczna i prawna. Treść członkostwa jest taka sama jak zwyczajnego, z tym że nie zawiera czynnego i biernego prawa wyborczego do organów stowarzyszenia.

## Władze
Obecnie prezesem jest adwokat Mariusz Paplaczyk.
Prezesami organizacji byli kolejno: Wacław Barcikowski, Jerzy Jodłowski, Marian Mazur, Zbigniew Resich, Adam Łopatka, Zdzisław Czeszejko-Sochacki, Adam Zieliński, Aleksander Ratajczak, Dariusz Czajka, Jacek Sobczak. W latach 50 XX w. sekretarzem zarządu był Leszek Kubicki.